# Eberhard Schuppius
Eberhard Schuppius (* 6. Juli 1947 in Erfurt) ist ein ehemaliger deutscher Diplomat. Von 2010 bis 2012 war er zuletzt Generalkonsul in Bordeaux.

## Leben
Eberhard Schuppius absolvierte ein Studium der Rechtswissenschaften an den Universitäten von Kiel, Berlin und Paris. Nach dem Eintritt in den Auswärtigen Dienst 1975 war er 1977 bis 1981 Ständiger Vertreter des Botschafters im Jemen (Sanaa) und anschließend von 1981 bis 1984 Ständiger Vertreter des Botschafters in Guatemala.
Nach einer Verwendung im Auswärtigen Amt in Bonn und der Botschaft in Ägypten war er von 1990 bis 1994 Stellvertretender Leiter eines Referats im Auswärtigen Amt. Von 1994 bis 1998 war Eberhard Schuppius Ständiger Vertreter des Botschafters in Schweden und daraufhin bis 2002 Leiter eines Referats im Auswärtigen Amt.
Als Vorgänger von Volkmar Wenzel war Schuppius von 2002 bis 2005 Botschafter der Bundesrepublik Deutschland in Syrien, bis er, wieder als Botschafter, an die Deutsche Botschaft Riga wechselte. Von 2008 bis 2010 war Eberhard Schuppius Generalkonsul in Guangzhou.
2010 wurde Eberhard Schuppius Generalkonsul im Deutschen Konsulat zu Bordeaux. 2012 ging er in Pension; seine Nachfolge trat Hans-Werner Bussmann an.
Er lebt in Sankt Augustin.